# Holliday (Texas)
Holliday es una ciudad ubicada en el condado de Archer en el estado estadounidense de Texas. En el Censo de 2010 tenía una población de 1.758 habitantes y una densidad poblacional de 282 personas por km².

## Geografía
Holliday se encuentra ubicada en las coordenadas 33°48′50″N 98°41′23″O / 33.81389, -98.68972. Según la Oficina del Censo de los Estados Unidos, Holliday tiene una superficie total de 6.23 km², de la cual 6.23 km² corresponden a tierra firme y (0%) 0 km² es agua.

## Demografía
Según el censo de 2010, había 1.758 personas residiendo en Holliday. La densidad de población era de 282 hab./km². De los 1.758 habitantes, Holliday estaba compuesto por el 96.81% blancos, el 0.57% eran afroamericanos, el 1.02% eran amerindios, el 0.34% eran asiáticos, el 0% eran isleños del Pacífico, el 0.4% eran de otras razas y el 0.85% pertenecían a dos o más razas. Del total de la población el 4.21% eran hispanos o latinos de cualquier raza.